# 2006-os magyar amerikaifutball-bajnokság
A II. Hungarian Bowl a MAFL (Magyarországi Amerikai Futballcsapatok Ligája) által szervezett amerikaifutball-bajnokság a 2006-os évben. A bajnokságban 8 csapat vett részt.
A döntőre július 1-jén került sor Budapesten a BVSC stadionban a Debrecen Gladiators és Győr Sharks csapata között.

## Alapszakasz

### Nagykanizsa Demons–Zala Predators57-19
| Negyed    | 1  | 2  | 3 | 4  | Tot |
| --------- | -- | -- | - | -- | --- |
| Demons    | 16 | 14 | 7 | 20 | 57  |
| Predators | 0  | 6  | 0 | 13 | 19  |

- Időjárás: 16 °C (esős)
- Kezdés: 2006. április 29. 15:00
- Helyszín: Nagykanizsa Mindenki Sportpálya
- Nézőszám: 300
- MVP: Horváth Zoltán #27 – Nagykanizsa Demons

Az első negyed egyértelmű nagykanizsai fölényt hozott, a második negyedre ez valamennyire kiegyenlítődött. A félidő után várható volt, hogy a Predátorok összeszedik magukat és megpróbálják az eredményt megfordítani. Amire nem lehetett számolni az a sok sérülés volt a zalaiak részéről. Bár a mérkőzés nem volt túlságosan kemény, talán a csúszós, vizes talaj miatt, vagy a játékosok gyakorlatlanságából adódóan az amúgy is relatíve kis létszámmal felálló zalai csapat a mérkőzés alatt mintegy 12 embert veszített.
A negyedik negyedre állandósult a nagykanizsai fölény köszönhetően többek között annak is, hogy a zalai védelem folyamatosan vesztette el embereit. A közepes iramú meccsen látható volt, hogy a Démonok nem tétlenkedtek a tél folyamán, nagyon jól megszervezték a védelmüket és köszönhetően a 27-es számmal játszó Horváth Zoltánnak a támadásaik is rendre célba értek. A sok szabálytalansággal tarkított mérkőzést megkímélte az eső, de a 4 és fél órát tartó küzdelem után ismét eleredt.
- Megjegyzés

Döbröntey Tamást, a Zala Predators játékosát tettleges bántalmazás miatt kiállították.
- Pontok[1]
  - ND – Horváth Z. 15 run (Takács E. kick)
  - ND – Horváth Z. 6 run (Takács E. kick)
  - ND – Őri Á. safety
  - ZP – Dombai 5 run (Galambos kick failed)
  - ND – Őri Á. 1 run (Takács E. kick)
  - ND – Vidovics F. 5 pass from Bodnár A. (Takács E. kick)
  - ND – Horváth Z. 2 run (Takács E. kick)
  - ND – Németh M. 5 pass from Katona M. (Takács E. kick)
  - ND – Őri Á. 1 run (Takács E. kick)
  - ZP – Dombai 80 run (Galambos kick blocked)
  - ND – Horváth Z. 10 run (Takács E. kick)
  - ZP – Kósa 44 pass from Dombai (Galambos kick)

### Szolnok Soldiers–Eger Heroes35-0
| Negyed   | 1 | 2  | 3 | 4 | Tot |
| -------- | - | -- | - | - | --- |
| Soldiers | 9 | 10 | 9 | 7 | 35  |
| Heroes   | 0 | 0  | 0 | 0 | 0   |

- Időjárás: 20 °C (napos)
- Kezdés: 2006. április 30. 15:00
- Helyszín: Rákóczifalva Sportpálya
- Referee: Cserjes Károly
- Nézőszám: 530
- MVP: Hajnal Mihály #3 – Szolnok Soldiers

Ahogy az várható volt a mérkőzést részben a játékosok létszáma döntötte el, részben pedig az, hogy az előkészületi mérkőzések során a Soldiers egy nagyon egységes csapattá kovácsolódott össze. Bár az egriek néhány tízfős szurkolótábora folyamatosan lelkesebbnek bizonyult, mint a szolnokiaké a Hősök most sem tudtak felülkerekedni a Katonákon. Az állandó szolnoki nyomás a pályán minden negyedben meghozta az eredményét. Az egrieknek alig sikerült first downt elérni, játékukra inkább a passzok voltak a jellemzőek. A Szolnok ugyanakkor a biztos futásokra épített és néhányszor a védelem is szerephez jutott, mikor az egriek passzai interception-ökben értek véget.
- Pontok[2]
  - SS – Sándor Z safety
  - SS – Balogh A. 4 run (Hajnal M. kick)
  - SS – Szarka Cs. 3 run (Hajnal M. kick)
  - SS – FG Hajnal M. 38
  - SS – Hajnal M. 1 run (Hajnal M. kick failed)
  - SS – Radványi A. 5 run (Hajnal M. kick)

### Győr Sharks–Budapest Black Knights12-0
| Negyed        | 1 | 2 | 3 | 4 | Tot |
| ------------- | - | - | - | - | --- |
| Sharks        | 0 | 6 | 0 | 6 | 12  |
| Black Knights | 0 | 0 | 0 | 0 | 0   |

- Időjárás: 15 °C (esős)
- Kezdés: 2006. május 6. 16:00
- Helyszín: Győr Bácsai Sporttelep
- Referee: Udvardi Gyula
- Nézőszám: 600
- MVP: Becs Péter #50 – Győr Sharks

Nagy várakozások előzték meg a hétvégi mérkőzéseket. Szakemberek szerint nagymértékben függött a Bajnokság további alakulása attól, hogy a szombaton és vasárnap pályára lépett négy csapat közül kik távoztak győztes félként. Szombaton a Budapest Black Knights érkezett a Cápák otthonába azzal a tudattal, hogy a liga egyik legerősebb csapatával kell összemérniük tudásukat. A jóslatok szerint a Cápáknak könnyedén kellett volna győzniük, de a Fekete Lovagok keményebb diónak bizonyultak a vártnál.
Az első negyed végén a Cápák feleszméltek, hogy nagyobb koncentrációra és összeszedettségre van szükségük, ha nyerni akarják a mérkőzést. A Cápák csak nagy nehezen tudták végül betolni a labdát a Black Knights endzónájába, de a kétpontos (fake field goal) már nem sikerült. A mérkőzés maga nem volt igazán látványos, az esős időjárás miatt egyik csapat sem passzolt sokat. A futások pedig futószalagszerűen érkeztek és hozták stabilan a néhány yardocskát.
- Pontok[3]
  - GS – Kiss Zs. 3 run (Becs P. kick failed)
  - GS – Schwarz F. 6 run (Bognár M. kick failed)

### ARD7 Budapest Wolves II–Debrecen Gladiators13-20
| Negyed     | 1 | 2  | 3 | 4 | Tot |
| ---------- | - | -- | - | - | --- |
| Wolves II  | 6 | 7  | 0 | 0 | 13  |
| Gladiators | 0 | 13 | 7 | 0 | 20  |

- Időjárás: 18 °C (felhős)
- Kezdés: 2006. május 7. 15:00
- Helyszín: Budapest Wolves Stadion
- Nézőszám: 700
- MVP: Urgyán Dávid #3 – Debrecen Gladiators

Az első két negyedben kiegyenlített volt a küzdelem, 2-2 érvényes touchdown-t és két extra pontot hozott össze a két csapat. A Wolves 2 szabálytalankodásai miatt 2 touchdown-t ítéltek érvénytelennek a bírák és ez nagymértékben befolyásolta a mérkőzés végkimenetelét. A két érvénytelennek bizonyuló touchdown-t azonban két remek futással érték el a farkasok, a debreceniek védelme szinte reagálni sem tudott. A harmadik negyedet 13:13-as állással kezdték meg a csapatok.
A második félidőben mindkét csapat leeresztett, de az állás miatt az izgalom tetőfokon maradt. A debreceniek megismételték ugyanazt a play-t (halfback option pass), mint az első félidőben és elhúztak 20:13-ra. A Farkasok a végén még görcsösen próbálkoztak, de a Debrecen megszerezte a labdát (fumble recovery) és lejárt az idő. A statisztikák önmagukért beszélnek. A Gladiators támadói több mint 400 yardot produkáltak, a Farkasok a 150-et sem érték el. A Wolves II csapatának leggyengébb pontja a védelem volt, ezen belül is a rengeteg missed tackle, a sikertelen szerelések. Csak ritkán fordult elő, hogy az első ütközés után földre vitték volna a Gladiators labdahordóját. A mérkőzés MVP-je a Debrecen Gladiators irányítója, Urgyán Dávid (#3) lett.
- Pontok[4]
  - BW – Csizmazia J. 9 run (Beinschroth B. kick failed)
  - DG – Urgyán D. 7 pass from mjhgf (Sviatkó Á. kick)
  - DG – Urgyán D. 33 pass from J. S. Selmser (Sviatkó Á. kick failed)
  - BW – Újfalusi Á. 73 pass from Beinschroth B. (Stumpf M. kick)
  - DG – Urgyán D. 35 pass from J. S. Selmser (Sviatkó Á. kick)

### Debrecen Gladiators–Szolnok Soldiers28-2
| Negyed     | 1  | 2 | 3 | 4 | Tot |
| ---------- | -- | - | - | - | --- |
| Gladiators | 13 | 7 | 0 | 8 | 28  |
| Soldiers   | 0  | 2 | 0 | 0 | 2   |

- Időjárás: 22 °C (napos)
- Kezdés: 2006. május 13. 15:00
- Helyszín: Debrecen Kinizsi Stadion
- Referee: Udvardi Gyula
- Nézőszám: 950
- MVP: Vékás József #99 – Debrecen Gladiators

Szombaton a Debrecen Gladiators fogadta a Szolnok Soldiers-t, akik magabiztosan érkeztek a Gladiátorok otthonában, bár köztudott, hogy a debreceni csapat jóval tapasztaltabb, mint a nemrég alakult szolnoki. Az első félidőben a debreceniek trükkös játékával nem nagyon tudta felvenni a versenyt a Soldiers.
A második negyedben szereztek a Katonák két pontot, azonban a második félidőben már nem tudták gyarapítani pontjaikat. A második félidőre a szolnokiak védelme összeszedte magát és már jóval kevesebb pontot tudtak csak érvényesíteni a Gladiátorok. A futásokat jól állította meg a Szolnok, csak a trükkösebb futásokkal nem tudtak mit kezdeni.
- Pontok[5]
  - DG – Joseph S. 53 run (Sivatkó Á. kick)
  - DG – Hanász R. 24 pass from Urgyán D. (Sivatko Á. kick failed)
  - DG – Joseph S. 46 run (Sivatkó Á. kick)
  - SS – Sándor Z. safety
  - DG – Urgyán D. 5 run (Molnár R. pass from Sivatkó Á.)

### Zala Predators–Budapest Black Knights7-25
| Negyed        | 1 | 2 | 3 | 4 | Tot |
| ------------- | - | - | - | - | --- |
| Predators     | 0 | 0 | 0 | 7 | 7   |
| Black Knights | 7 | 6 | 6 | 6 | 25  |

- Kezdés:2006. május 14. 15:00
- Helyszín: Teskánd Sportpálya
- Nézőszám: 100
- MVP: Márton Richárd #47 – Budapest Black Knights

Az első negyedben, 7:0-s állásnál egy 50 perces kényszerpihenőt kellett elrendelniük a szervezőknek a villámlás miatt és kétséges volt az is, hogy le tudják-e játszani a mérkőzést. A villámlás azonban alábbhagyott és folytatódhatott a mérkőzés, bár az eső szakadatlanul zuhogott. A mérkőzés sorsa azonban megpecsételődött a szétázott pálya miatt. Csúszkáltak a játékosok, passzokra nem nagyon volt lehetőség és csak kisebb futásokat láthatott a közönség.
A Black Knights helyzetét nehezített az is, hogy a zalaiak védelme most jóval összeszedettebb volt mint az első fordulóban, mikor a kanizsai csapat ellen küzdöttek. Az eső kiegyenlítette az erőviszonyokat, így a Predators-nak többször lehetősége nyílt megközelíteni a Black Knights gólvonalát, de a legtöbb próbálkozás sikertelen maradt. A csúszkálások ellenére a mérkőzésnek egy könnyebb sérültje volt összesen. A negyedik negyedre a zalaiak támadó sora összeszedte magát és keményen megküzdöttek a becsületpontokért. Küzdelmüket siker koronázta, mivel egy szép futással és néhány rövid passzal egy látványos touchdown-t érvényesítettek.

### Nagykanizsa Demons–Győr Sharks32-66
| Negyed | 1  | 2  | 3  | 4 | Tot |
| ------ | -- | -- | -- | - | --- |
| Demons | 6  | 13 | 7  | 6 | 32  |
| Sharks | 13 | 20 | 26 | 7 | 66  |

- Időjárás: 20 °C (napos)
- Kezdés: 2006. május 20. 15:00
- Helyszín: Nagykanizsa Mindenki Sportpálya
- Referee: Udvardi Gyula
- Nézőszám: 310
- MVP: Horváth Norbert #38 – Győr Sharks

Nagyon izgalmas és sportszerű mérkőzést láthatott a kilátogató mintegy 310 néző szombaton, amikor is a Nagykanizsa Demons csapott össze a Győr Sharks csapatával. Igazi gólzáporos meccs volt, 15 touchdown-t érvényesítettek a csapatok. A Cápák inkább a futójátékukat vetteték be, míg a nagykanizsára inkább az aktív passzjáték volt jellemző.
Mindkét csapat nagyon összeszedett volt, de a Cápák védősora erősebbnek bizonyult a Démonokénál. Főként ez döntötte el a mérkőzés végkimenetelét is. A második félidőben volt nagykanizsai oldalról egy erősebb próbálkozás, hogy lefaragjanak a hátrányukból, de már nem tudták megfogni a Cápákat. A harmadik negyedben még inkább megerősítették pozíciójukat a Cápák, ebben a negyedben 26 pontot érvényesítettek. A negyedik negyedre kicsit alább hagyott a mérkőzés dinamizmusa, a Cápák már biztosak voltak a sikerben.
- Pontok[6]
  - GS – Kohut D. 63 run (Dezső S. kick blocked)
  - ND – Horváth Z. 21 run (Takács E. kick blocked)
  - GS – Szabó G. 61 run (Dezső S. kick)
  - GS – Horváth N. 2 run (Dezső S. kick)
  - ND – Németh M. 22 pass from Bodnár A. (Takács E. kick blocked)
  - GS – Horváth N. 1 run (Dezső S. kick blocked)
  - ND – Németh M. 29 pass from Bodnár A. (Takács E. kick)
  - GS – Szabó G. 1 run (Dezső S. kick)
  - GS – Horváth N. 4 run (Dezső S. kick blocked)
  - GS – Schwarz S. 33 run (Dezső S. kick)
  - GS – Perl B. 58 interception return (Dezső S. kick failed)
  - ND – Németh M. 6 run (Takács E. kick)
  - GS – Szegesz Sz. 8 run (Szabó G. kick)
  - GS – Sarmon G. 5 run (Dezső S. kick)
  - ND – Cseh-Németh I. 7 pass from Katona M. (Takács E. kick blocked)

### Eger Heroes–ARD7 Budapest Wolves II12-62
| Negyed    | 1  | 2  | 3 | 4  | Tot |
| --------- | -- | -- | - | -- | --- |
| Heroes    | 6  | 0  | 0 | 6  | 12  |
| Wolves II | 14 | 27 | 7 | 14 | 62  |

- Kezdés: 2006. május 21. 15:00
- Helyszín: Eger Városi Stadion
- Nézőszám: 250
- MVP: Csizmazia László #45 – Budapest Wolves II

A kis létszámú, újonc Eger valószínűleg sokat elemezte a Wolves II. addigi játékát és az egyetlen használható taktikát választotta, végig passzolta a mérkőzést. Ez olyannyira sikeres volt, hogy a Farkasok első TD-je után az Eger is sikeres drive-ot vitt véghez és 7:6-re módosította az állást. A Farkasok híresen jó futójátékával viszont nem tudtak mit kezdeni, így sorozatosan megnyílt az Eger védőfala. A Farkasok mindig hozták a first down-t.
Az Eger mindent egy lapra tett fel már a mérkőzés kezdetétől, de kockázatos passzjátékai rendre sikeresek voltak, köszönhetően a csapat vezéregyéniségének, Herke Zsombornak, aki talán élete egyik legjobb mérkőzését játszotta vasárnap. A második negyedre állandósult a Farkasok fölénye, akkor már látható volt, hogy a meccset a budapesti csapat nyeri. Ugyanakkor az egriek – nevükhöz méltóan – hősies küzdelmet folytattak a pályán és a végsőkig kitartottak. Küzdelmük eredménye, hogy a negyedik negyedben újabb TD-t értek el egy irányító futásból. Bár az eredmény 50 pontos különbséget mutat, a mérkőzés képe alapján az újonc hősöknek nincs miért szégyenkezniük.

### Eger Heroes–Debrecen Gladiators0-76
| Negyed     | 1  | 2  | 3 | 4  | Tot |
| ---------- | -- | -- | - | -- | --- |
| Heroes     | 0  | 0  | 0 | 0  | 0   |
| Gladiators | 25 | 21 | 7 | 20 | 76  |

- Kezdés: 2006. május 27. 15:00
- Helyszín: Eger Városi Stadion
- Referee: Cserjes Károly
- Nézőszám: 250
- MVP: Kuruc Stefán #28 – Debrecen Gladiators

A múlt heti Wolves elleni mérkőzésből kiindulva küzdelmes játékot várhattunk az Eger Heroes-tól a hétvégén a Debrecen ellen. Hát nem így történt! A Farkasok elleni mérkőzés után az Eger meghatározó emberei kisebb-nagyobb sérülésekkel küzdöttek, ezért kénytelenek voltak tartalékos csapattal kiállni szombaton a Gladiátorok ellen.
Ez meg is látszott a játékukon, a fiatal, tapasztalatlan játékosok nem voltak ellenfelei a Gladiátorok mindent elsöprő gépezetének. A motiválatlanság is látszott az Heroes csapatán, mintha minden puskaporukat ellőtték volna a Farkasok ellen. Szombaton a passzok sem sikerültek és first down-hoz is alig jutott az Eger. A Debrecen ezzel szemben 3-4 akció alatt mindig elért a célterületre. A kilátogató mintegy 250 néző a csúnya vereség ellenére is kitartóan buzdította csapatát.
- Pontok[7]
  - DG – Molnár R. 8 run (TM kick)
  - DG – 43 6 pass from 7 (54 kick)
  - DG – 43 21 run (54 kick)
  - DG – Veress Z. 15 run (54 kick)
  - DG – 23 20 pass from 7 (54 kick failed)
  - DG – TM 3 run (54 kick)
  - DG – Kuruc S. 7 run (54 kick)
  - DG – Tarcsai T. 8 run (54 kick)
  - DG – 33 5 run (54 kick)
  - DG – Fekete J. 7 pass from 50 (54 kick blocked)
  - DG – Kuruc S. 27 run (54 kick)

### Budapest Black Knights–Nagykanizsa Demons27-23
| Negyed        | 1 | 2  | 3 | 4  | Tot |
| ------------- | - | -- | - | -- | --- |
| Black Knights | 0 | 14 | 0 | 13 | 27  |
| Demons        | 7 | 0  | 7 | 9  | 23  |

- Kezdés: 2006. május 28. 15:00
- Helyszín: Budapest BVSC Stadion
- Nézőszám: 400
- MVP: Michaletzky Bálint #15 – Budapest Black Knights

Az első negyedben még úgy tűnt, hogy jobb formában vannak a Démonok, rögtön egy touchdown-t érvényesítettek és az extra pont megszerzésére való kísérletük is sikeres volt. A második negyedben azonban a Lovagok nagyon magukra találtak és két touchdown-t is produkáltak, amik után mindkétszer a labda az U alakú kapun túl kötött ki. A második félidőt követően kicsit megint leeresztett a Lovagok gárdája, a Démonok ezt ki is használták és újabb touchdown-t csináltak, de a Lovagok mindenre elszántak voltak, nyerni akartak a hazai pályán. A negyedik negyed ismét a Knights-é volt, aminek a vége hihetetlen izgalmakat hozott. A Lovagok 6 pontos előnnyel álltak a mérkőzés vége előtt 59 másodperccel és náluk volt a labda. Válaszút elé érkezett a csapat és a lehető legjobb taktikát választották. Nem puntoltak, hanem beáldoztak két pontot az előnyükből (safety) és így le is futott a hátralévő idő. Ehhez hozzátartozik, hogy a Démonok nem a jó taktikát választották, mivel az elkapott labdával a játékosuk túl sokáig futott a pályán és ezzel lejárt a Démonok ideje arra, hogy megfordítsák a mérkőzés állását.
- Megjegyzés

Márton Richárdot, a Budapest Black Knights játékosát tettleges bántalmazás miatt kiállították.
- Pontok[8]
  - ND – Németh M. 7 pass from Bodnár A. (Takács E. kick)
  - BK – Michaletzky B. 7 run (Nagy P. kick)
  - BK – Buús J. 42 run (Nagy P. kick)
  - ND – Cseh-Németh I. 9 pass from Bodnár A. (Takács E. kick)
  - ND – Vidovics F. 7 pass from Bodnár A. (Takács E. kick)
  - BK – Michaletzky B. 1 run (Nagy P. kick)
  - BK – Michaletzky B. 1 run (Nagy P. kick failed)
  - ND – Safety

### Zala Predators–Győr Sharks0-0
- Kickoff: 2006. június 3. 15:00
- Helyszín: Teskánd Sportpálya
- Nézőszám: 0

Az időjárás miatt a Teskándi pálya talaja alkalmatlanná vált a játékra, ezért a mérkőzést törölték.

### Szolnok Soldiers–ARD7 Budapest Wolves II6-7
| Negyed    | 1 | 2 | 3 | 4 | Tot |
| --------- | - | - | - | - | --- |
| Soldiers  | 0 | 0 | 0 | 6 | 6   |
| Wolves II | 0 | 0 | 0 | 7 | 7   |

- Időjárás: 20 °C (esős)
- Kezdés: 2006. június 5. 15:00
- Helyszín: Rákóczifalva Sportpálya
- Referee: Cserjes Károly
- Nézőszám: 650
- MVP: Mészáros Lőrinc #30 – Budapest Wolves II

A eddig is kitűnő csapatmoráljáról híres Katonák ezen a mérkőzésen igazi profi csapat képét mutatták. Kőkeményen felvették a harcot a Farkasokkal. A játék első felében mindkét csapat a futásra helyezte a hangsúlyt, de egyikük sem tudott kimagasló eredményt elérni. Szinte alig-alig volt first down, az akciók vége sorozatosan punt-okkal fejeződött be. A félidei 0-0-s állás mindenképpen meglepetésnek számított. A 3. negyed végére erősen körvonalazódott, hogy nem bírnak egymással a csapatok és talán hosszabbításra kerül sor.
A negyedik negyedre aztán az addigi eső is alábbhagyott és kisütött a nap, az események viszont felpörögtek a pályán. Mintegy 3 perccel a rendes játékidő vége előtt egy szélső futást követően a Farkasok kierőszakoltak egy touchdown-t, mely után az extra pontot is sikeresen megszerezték. A Szolnok ekkor megrázta magát, passzjátékra váltott és mintegy 15-20 másodperccel a vége előtt élményszámba menő touchdown-t ért el. A közönség ekkor már őrjöngött a pálya szélén.
A Soldiers ekkor döntés elé került, hogy egyenlítsen és hagyja a döntést a hosszabbításra, vagy egy két pontos akcióval tegyen pontot a mérkőzés végére. Rúgáshoz álltak fel, de a snap-et követően egy fake következett. A szolnoki receiver teljesen egyedül állt a célterületen, de a labda mintegy 10-15 centiméterrel elkerülte. Így egyetlen ponttal a Wolves II. jött ki győztesen az összecsapásból.
- Pontok[9]
  - BW – Beni A. 5 run (Stumpf M. kick)
  - SS – Szarka Cs. 5 run (Forgács G. pass failed)

### ARD7 Budapest Wolves II–Nagykanizsa Demons21-9
| Negyed    | 1 | 2 | 3 | 4 | Tot |
| --------- | - | - | - | - | --- |
| Wolves II | 7 | 8 | 0 | 6 | 21  |
| Demons    | 3 | 6 | 0 | 0 | 9   |

- Időjárás: 16 °C (felhős)
- Kezdés: 2006. június 10. 16:00
- Helyszín: Budapest Wolves Stadion
- Nézőszám: 500
- MVP: Püski Zsolt #52 – Budapest Wolves II

A mérkőzés első fele hozta a nagyobb izgalmakat, a szebb játékot. A Kanizsa sokkal idegesebb volt, mint az előző mérkőzésein, a Wolves viszont jobban ott volt a pályán fejben, mint a Szolnok ellen, az elmúlt héten. A második félidő lett a küzdelmesebb, harcosabb. A Kanizsa kissé elfogyott elképzelések terén, és mivel a futások nem hoztak túl sok yardot, a passzokra álltak át, de következetesen a #19-cel játszó Németh Milánt tömték labdával, akire viszont már ráálltak a Wolves védői. A félidő így kevés pontot hozott, de végig biztos volt az egyértelmű Farkas győzelem. Ezzel a megnyert mérkőzéssel a Wolves matematikai esélyt sem adott a többi csapatnak arra, hogy a rájátszásba kerüljenek.
- Pontok[10]
  - BW – Beni 5 run (Stumpf kick)
  - ND – FG Takács E. 40
  - BW – safety
  - BW – Kiss 5 run (Újfalusi Á. rush failed)
  - ND – Németh M. 37 pass from Bodnár A. (Takács E. kick blocked)
  - BW – Kiss 67 run (Stumpf kick blocked)

### Győr Sharks–Eger Heroes86-6
| Negyed | 1  | 2  | 3  | 4  | Tot |
| ------ | -- | -- | -- | -- | --- |
| Sharks | 22 | 21 | 15 | 28 | 86  |
| Heroes | 0  | 6  | 0  | 0  | 6   |

- Időjárás: 20 °C (napos)
- Kezdés: 2006. június 10. 15:00
- Referee: Jánvári Viktor
- Helyszín: Győr Bácsai Sporttelep
- Nézőszám: 650

A meccs igen jó hangulatban zajlott, kevés szabálytalanság zavarta a játék menetét.
A cápák gyorsan magukhoz ragadták a vezetést, és magabiztonsan szerezték a pontokat, egyiket a másik után. A bajnokság egyik újonc csapata, az Eger a mérkőzés első felében meg tudta lepni egy irányítófutással a győri védelmet és egy touchdownt tudott szerezni, ami után az extra pont kísérlet sikertelen maradt.
- Pontok[11]
  - GS – Karakai Á. 3 run (kick)
  - GS – Karakai Á. 4 run (Szabó G. pass from Becs L.)
  - GS – Karakai Á. 4 run (kick)
  - EH – Herke Zs. 5 run (kick failed)
  - GS – Benke M. 18 pass from Nagy R. (kick failed)
  - GS – Szabó G. 26 pass from Becs L. (kick)
  - GS – Kohut D.2 run (Szabó G. pass from Becs L.)
  - GS – Szabó G. 3 pass from Gurumlai G. (Szabó G. pass from Becs L.)
  - GS – Schwarz F. 43 run (kick)
  - GS – Gurumlai G. 34 run (kick)
  - GS – Schwarz F. 20 pass from Szabó G. (kick)
  - GS – Kiss Zs. 7 run (kick)

### Debrecen Gladiators–Zala Predators66-20
| Negyed     | 1  | 2  | 3 | 4  | Tot |
| ---------- | -- | -- | - | -- | --- |
| Gladiators | 20 | 27 | 6 | 13 | 66  |
| Predators  | 0  | 6  | 0 | 14 | 20  |

- Kezdés: 2006. június 11. 15:00
- Helyszín: Debrecen Kinizsi Stadion
- Nézőszám: 700

A mérkőzésről nem készült sem beszámoló, sem statisztika.

### Budapest Black Knights–Szolnok Soldiers32-17
| Negyed        | 1  | 2 | 3 | 4  | Tot |
| ------------- | -- | - | - | -- | --- |
| Black Knights | 13 | 6 | 6 | 7  | 32  |
| Soldiers      | 0  | 0 | 7 | 10 | 17  |

- Kezdés: 2006. június 11. 19:00
- Helyszín: Budapest BVSC Stadion
- Nézőszám: 250

Alig tucatnyi szurkoló kísérte el a Katonákat, mégis, szinte az egész mérkőzés alatt feladták a feladatot a Lovagok Angyalainak, akik ritkán tudták túlkiabálni a zöld-sárga "B közepet". A meccs viszont nem kezdődött jól a Szolnokiaknak. A Knights hamar vezetést szerzett, és jól váltogatva a futó és passzjátékot, a félidőre 19 ponttal előzték meg pont nélkül álló Katonákat. Soldiers részről a múlt héten még kőkemény fal, és linebacker sor most elég rezignáltnak tűnt, minden futás alkalmával volt 2-3 missed tackle, és a passzokra sem értek idejében oda. A második játékrészre viszont változott a kép, a Soldiers szemmel láthatólag felébredt, és egyre élénkebben rohamozta meg a Lovagok állásait. A Knights ekkorra a biztosank tűnő vezetés tudatában kissé visszább vett a tempóból, de így sem lehetett könnyelmű, mert a Szolnok többször a red zone közelében ólálkodott. Ugyanúgy, mint egy hete, az addig gyengélkedni látszó szolnoki passzjáték varázsütésre helyre került, és az utolsó pár percben csak úgy röpködtek a complete 20-30 yardos passzok, néha már-már az NFL hangulatát idézve. De ez a későn jött ébredés csak arra volt elég, hogy a második félidő csatáját megnyerjék, a háborút elvesztették vasárnap. Azt azért ki lehet jelenteni, a Szolnoknak ott a helye jövőre a Divízió I -ben, és ha tartani tudják a jelenlegi fejlődési ütemet, komoly ellenféllé válhatnak jövőre. A Black Knights viszont ott van a rájátszásban, ellenfele a tavalyi döntős, Debrecen Gladiators.
- Pontok[12]
  - BK – Buús J. 11 run (Nagy P. kick)
  - BK – Szerényi G. 13 pass from Micheletzky B. (Nagy P. kick failed)
  - BK – Fábián K. 27 pass from Michaletzky B. (Nagy P. kick failed)
  - SS – Isai G. 16 pass from Hajnal M. (Hajnal M. kick)
  - BK – Szerényi G. 35 pass from Michaletzky B. (Nagy P. kick failed)
  - SS – FG Hajnal M. 14
  - BK – Michaletzky B. 83 interception return (Vaszkó J. kick)
  - SS – Balogh Á. 3 run (Hajnal M. kick)

## Rájátszás

### Debrecen Gladiators–Budapest Black Knights43-36
| Negyed        | 1  | 2 | 3 | 4  | Tot |
| ------------- | -- | - | - | -- | --- |
| Gladiators    | 14 | 7 | 7 | 15 | 43  |
| Black Knights | 7  | 7 | 7 | 15 | 36  |

- Időjárás: 27 °C (napos)
- Kezdés: 2006. június 17. 15:00
- Helyszín: Debrecen Kinizsi Stadion
- Nézőszám: 600
- MVP: Kuruc Stefán #28 – Debrecen Gladiators

Az első negyedet követően a Gladiators elhúzott 1 TD-al és ez a különbség mindvégig megmaradt, bár a Lovagok folyamatosan és sikeresen futottak az eredmény után. Az 1. negyedet követően minden debreceni TD-ra egy Black Knights-os TD volt a válasz. A Lovagok igazi erőssége, a passzjáték ezen a mérkőzésen valahogy nem működött, bár voltak hosszú passzok és sikeres elkapások is, mégis inkább a futójáték dominált. A közönség az utolsó pillanatig felváltva szurkolt mindkét gárdának. Ez is mutatja azt, hogy a Bajnokság egyik legsporszerűbb mérkőzését láthatták.
- Pontok[13]
  - DG – Kuruc S. 30 run (Vörös L. kick)
  - BK – Buús J. 28 run (20 kick)
  - DG – Kuruc S. 18 run (Vörös L. kick)
  - DG – Hunyadi I. 13 run (Vörös L. kick)
  - BK – Michaletzky B. 2 run (20 kick)
  - DG – Kuruc S. 54 run (Vörös L. kick)
  - BK – Szerényi G. 6 pass from Michaletzky B. (20 kick)
  - DG – Hunyadi I. 19 run (Vörös L. kick)
  - BK – Michaletzky B. 4 run (20 kick)
  - DG – Molnár R. 34 run (Kuruc S. pass from Vörös L.)
  - BK – Michaletzky B. 1 run (Szerényi G. pass from Michaletzky B.)

### Győr Sharks–ARD7 Budapest Wolves II29-21
| Negyed    | 1 | 2  | 3 | 4 | Tot |
| --------- | - | -- | - | - | --- |
| Sharks    | 7 | 10 | 6 | 6 | 29  |
| Wolves II | 6 | 0  | 7 | 8 | 21  |

- Időjárás: 30 °C (napos)
- Kezdés: 2006. június 18. 16:00
- Helyszín: Győr Bácsai Sporttelep
- Nézőszám: 600
- MVP: Tóth Zoltán #60 – Győr Sharks

A Bajnokság egyik legjobb futó alakulata találkozott a legjobb futás ellen védekező csapattal. Kemény, rakkolós mérkőzésre lehetett számítani. Az első támadást a Farkasok vezették, de a Győr jól felkészült belőlük, így a W2-nek korán le kellett mondania a labdáról. A Győr támadó alakulata ekkor kemény meglepetéseket okozott a W2-nek, erőteljes középső futásokkal, harmadik-negyedik kísérletre megtett first down-okkal apránként menetelt végig a pályán. A Farkasok támadósora ezzel nem tudott mit kezdeni, mindig sikerült 3-4 yardot hozniuk a győrieknek.
Ezzel meg is szerezték a vezetést, majd érdekes dolgokkal próbálkoztak. Már a legelső kickoff-juk is onside kick volt. Ezt az érdekességet még háromszor eljátszották a mérkőzésen, amelyből egy sikerült a második negyedben. Ezzel együtt a félidőre 11 pontos előnyt szereztek. A második félidőt álmosan kezdte a Sharks, pillanatok alatt sikereket ért el a W2, 4 pontra megközelítve a győrieket. Ez a 4 pont a későbbiekben 2 pontra olvadt köszönhetően egy kihagyott extra pontnak a Győr részéről és egy 2 pontos sikereses kísérletnek a Farkasoktól.
Az utolsó pillanatokban a Győr támadott néhány centiméterre megközelítve a Farkasok célterületét. Ott viszont csak harmadik kísérletre tudták centiméterekkel átvinni a labdát a gólvonalon. Mindenesetre ez újabb pontokat hozott a végjátékban. A Farkasoknak viszont már nem maradt idejük az egyenlítésre. A döntőben tehát igazi Kelet-Nyugat gála várható, egyik oldalon a Cápák, másik oldalon a Gladiátorok csapatával.
- Pontok[14]
  - BW – Bencsik M. 4 run (kick)
  - GS – Gurumlai G. 10 run (kick)
  - GS – Benke M. 43 run (kick)
  - GS – Kiss Z. 3 run (kick)
  - BW – Újfalusi Á. 55 punt return (kick)
  - GS – Szabó G. 4 run (kick failed)
  - BW – Kiss V. 8 run (FG Béni A.)
  - GS – Szabó G. 1 run (kick failed)

## Döntő
Erről bővebben a II. Hungarian Bowl döntője címen olvashatsz

### Debrecen Gladiators–Győr Sharks6-7
| Negyed     | 1 | 2 | 3 | 4 | Tot |
| ---------- | - | - | - | - | --- |
| Gladiators | 6 | 0 | 0 | 0 | 6   |
| Sharks     | 0 | 0 | 7 | 0 | 7   |

- Időjárás: 24 °C (napos)
- Kezdés: 2006. július 1. 19:00
- Helyszín: Budapest BVSC Stadion
- Referee: Udvardi Gyula
- Nézőszám: 1800
- MVP: Berzai Lajos #96 – Győr Sharks

A Debrecen a mérkőzés korai szakaszában megszerezte a vezetést a álmosan kezdő Győr ellen. Az extra pontot viszont nem sikerült a sikeresen érvényesített TD után.
A Győr ezt követően összeszedte magát és kemény nyomást gyakorolt a Gladiators védelmére. Ugyanúgy, mint a Farkasok elleni elődöntőn 3-4 yardos erőfutásokkal próbáltak lyukat ütni a Gladiators falán. A második negyed közepére tisztán kirajzolódott, hogy ez nem lesz egy pontgazdag mérkőzés és egy-egy apró megvillanás, vagy a nagyon ritka passzjáték egyike fogja eldönteni a meccs végkimenetelét.
A félidő végén enyhe debreceni mezőnyfölénnyel vonulhattak az öltözőbe a csapatok, de a pontok számában ez nem mutatkozott. A félidei koncertre az eső alábbhagyott, így a nézők is kicsit átmelegedhettek a ROXX 69 dallamos rockzenéjétől. A második félidő ott folytatódott, ahol az első abbamaradt, a Debrecennek több lehetősége is volt arra, hogy előnyét növelje, de az irányító egy szorongatott helyzetben interception-t dobott, amivel a győri játékos közel 80 yardot futott és alig 2-3 yardra sikerült megállítani őt a célterület előtt. A Győr eredményesen használta ki a helyzetét és TD ért el, és az extra pont sikerese rúgását követően egypontos vezetést szerzett. A győri TD után a Debrecen mindent megtett azért, hogy pontokat szerezni. Az várható volt, hogy a hátralévő 6 percben, aki egyetlen pontot is elér, az nyeri meg a mérkőzést.
A 4. negyed végéhez közeledve a Debrecen megközelítette a győriek célterületét és ekkor következett a Gladiators play, ami mint kiderült a játék végeredményét is erősen befolyásolta. A Gladiators passzjátékkal próbálkozott, de a debreceniek egyik blokkoló játékosa a győri védőn térdalatti mélyblokkot csinált, ami szabálytalan. A sárga zászló ebben a pillanatban berepült a pályára jelezve a szabálytalanságot, bár ekkor még nem lehetett tudni, hogy egyáltalán passz lesz-e, vagy futás. A szabálytalanságot követően az irányító egy hosszú passzt dobott, melyet a debreceni receiver sikeresen elkapott és befutott vele a célterületre.
A szabálytalan mélyblokk miatt viszont ezt a TD-t a játékvezetők nem adták meg. A debreceni játékos a play-t követően az ott álló játékvezetőnek el is ismerte, hogy igen ez egy picit mélyre csúszott. A mérkőzés korábbi szakaszában már a Győrnél is volt egy meg nem adott TD, szintén szabálytalanság miatt. Az újra játszott kísérlet nem volt sikeres, így alig 1 perccel a lefújás előtt a Győrhöz került a labdabirtoklás joga, akik az egyetlen pontos vezetés tudatában kitérdelték az utolsó másodperceket.
- Pontok[15]
  - DG – Molnár R. 4 run (Vörös L. kick failed)
  - GS – Szabó G. 1 run (Dezső S. kick)

## Összegzés
Az alapszakasz végeredménye:

### Keleti csoport
| # | Csapat                 | M | Gy | V | P+  | P–  | %    | Megjegyzés |
| - | ---------------------- | - | -- | - | --- | --- | ---- | ---------- |
| 1 | Debrecen Gladiators    | 4 | 4  | 0 | 190 | 35  | 1,00 | Play-off   |
| 2 | ARD7 Budapest Wolves 2 | 4 | 3  | 1 | 103 | 47  | 0,75 | Play-off   |
| 3 | Szolnok Soldiers       | 4 | 1  | 3 | 60  | 67  | 0,25 |            |
| 4 | Eger Heroes            | 4 | 0  | 4 | 18  | 259 | 0,00 |            |

### Nyugati csoport
| # | Csapat                 | M | Gy | V | P+  | P–  | %    | Megjegyzés |
| - | ---------------------- | - | -- | - | --- | --- | ---- | ---------- |
| 1 | Győr Sharks            | 3 | 3  | 0 | 164 | 38  | 1,00 | Play-off   |
| 2 | Budapest Black Knights | 4 | 3  | 1 | 84  | 59  | 0,75 | Play-off   |
| 3 | Nagykanizsa Demons     | 4 | 1  | 3 | 121 | 133 | 0,25 |            |
| 4 | Zala Predators         | 3 | 0  | 3 | 46  | 148 | 0,00 |            |

### Rájátszás
|  |               |                        |           |               |   |                    |                     |                    |
|  | Elődöntők     | Elődöntők              | Elődöntők |               |   | II. Hungarian Bowl | II. Hungarian Bowl  | II. Hungarian Bowl |
|  | Elődöntők     | Elődöntők              | Elődöntők |               |   | II. Hungarian Bowl | II. Hungarian Bowl  | II. Hungarian Bowl |
|  | 2006. 06. 17. |                        |           |               |   |                    |                     |                    |
|  |               |                        |           |               |   |                    |                     |                    |
|  | K1            | Debrecen Gladiators    | 43        |               |   |                    |                     |                    |
|  | K1            | Debrecen Gladiators    | 43        | 2006. 07. 01. |   |                    |                     |                    |
|  | NY2           | Budapest Black Knights | 36        |               |   |                    |                     |                    |
|  | NY2           | Budapest Black Knights | 36        |               |   | K1                 | Debrecen Gladiators | 6                  |
|  | 2006. 06. 18. |                        |           |               |   | K1                 | Debrecen Gladiators | 6                  |
|  |               |                        | NY1       | Győr Sharks   | 7 |                    |                     |                    |
|  | NY1           | Győr Sharks            | NY1       | Győr Sharks   | 7 | 29                 |                     |                    |
|  | NY1           | Győr Sharks            |           |               |   |                    |                     |                    |
|  | K2            | Budapest Wolves 2      | 21        |               |   |                    |                     |                    |
|  | K2            | Budapest Wolves 2      | 21        |               |   |                    |                     |                    |
|  |               |                        |           |               |   |                    |                     |                    |

## Rekordok
A bajnokságban elért legjobb egyéni eredmények:
Passing
- Attempts: 82 Bodnár Attila (Nagykanizsa Demons)
- Completions: 41 Bodnár Attila (Nagykanizsa Demons)
- Yards: 665 Bodnár Attila (Nagykanizsa Demons)
- Touchdowns: 7 Bodnár Attila (Nagykanizsa Demons)
- Interceptions: 4 Bodnár Attila (Nagykanizsa Demons)

Rushing
- Attempts: 93 Horváth Zoltán (Nagykanizsa Demons)
- Yards: 496 Horváth Zoltán (Nagykanizsa Demons)
- Touchdowns: 5 Horváth Zoltán (Nagykanizsa Demons), Michaletzky Bálint (Budapest Black Knights)
- Longest: 80 Dombai Péter (Zala Predators)

Receiving
- Receptions: 23 Németh Milán (Nagykanizsa Demons)
- Receiving Yards: 423 Németh Milán (Nagykanizsa Demons)
- Receiving Touchdowns: 5 Németh Milán (Nagykanizsa Demons)

Defensive
- Sacks: 4 Sándor Zoltán (Szolnok Soldiers)
- Interceptions: 3 Papp László (Szolnok Soldiers)

Kicking
- Field Goals: 2 Hajnal Mihály (Szolnok Soldiers)

## Statisztikák
1. ↑  Nagykanizsa Demons – Zala Predators Archiválva 2007. október 7-i dátummal a Wayback Machine-ben, 2006. április 29.
2. ↑  Szolnok Soldiers – Eger Heroes Archiválva 2007. szeptember 28-i dátummal a Wayback Machine-ben, 2006. április 30.
3. ↑  Győr Sharks – Budapest Black Knights Archiválva 2007. szeptember 28-i dátummal a Wayback Machine-ben, 2006. május 6.
4. ↑  Budapest Wolves II – Debrecen Gladiators Archiválva 2007. szeptember 28-i dátummal a Wayback Machine-ben, 2006. május 7.
5. ↑  Debrecen Gladiators – Szolnok Soldiers Archiválva 2007. szeptember 28-i dátummal a Wayback Machine-ben, 2006. május 13.
6. ↑  Nagykanizsa Demons – Győr Sharks[halott link], 2006. május 20.
7. ↑  Eger Heroes – Debrecen Gladiators Archiválva 2007. szeptember 28-i dátummal a Wayback Machine-ben, 2006. május 27.
8. ↑  Budapest Black Knights – Nagykanizsa Demons[halott link], 2006. május 28.
9. ↑  Szolnok Soldiers – Budapest Wolves II Archiválva 2007. szeptember 28-i dátummal a Wayback Machine-ben, 2006. június 5.
10. ↑  Budapest Wolves II – Nagykanizsa Demons Archiválva 2007. szeptember 28-i dátummal a Wayback Machine-ben, 2006. június 10.
11. ↑  Győr Sharks – Eger Heroes Archiválva 2007. szeptember 28-i dátummal a Wayback Machine-ben, 2006. június 10.
12. ↑  Budapest Black Knights – Szolnok Soldiers Archiválva 2007. szeptember 28-i dátummal a Wayback Machine-ben, 2006. június 11.
13. ↑  Debrecen Gladiators – Budapest Black Knights Archiválva 2007. szeptember 28-i dátummal a Wayback Machine-ben, 2006. június 17.
14. ↑  Győr Sharks – Budapest Wolves II Archiválva 2007. szeptember 28-i dátummal a Wayback Machine-ben, 2006. július 18.
15. ↑  Debrecen Gladiators – Győr Sharks Archiválva 2007. szeptember 28-i dátummal a Wayback Machine-ben, 2006. július 1.

Az Eger Heroes – ARD7 Budapest Wolves II (2006. május 21.) és a Debrecen Gladiators – Zala Predators (2006. június 11.) mérkőzésekről nem készült statisztika.

## Közvetítések
A II. Hungarian Bowl mérkőzéseit a Sport1 televízió közvetítette felvételről. A küzdelmeket 400.000 ember kísérte figyelemmel fordulóként, és még az Olaszország-Németország futball-VB negyeddöntővel párhuzamosan leadott, II. Hungarian Bowl döntőjének összefoglalójára így is 109.518 néző volt kíváncsi.

## Látogatottság
A II. Hungarian Bowl mérkőzéseinek összesen 10140 nézője (563 néző/mérkőzés) volt. A legtöbb nézőt természetesen a döntőn regisztrálták (1800 néző), az alapszakasz legnépesebb nézőszámát a Debrecen Gladiators – Szolnok Soldiers mérkőzése hozta (950 néző).

## Szponzorok
A bajnokság hivatalos szponzorai:
- Burger King
- Őrmester Kft.
- hetek
- Hungaro-Kábel
- Observer
- Sport1 tv
- Wilson
- Sláger Rádió